# بدن
البدن أو الجسد أو الجسم، اسم يُطلق على مجموعة الأعضاء الموجودة في الكائن الحي، مثل الرأس واليدين والساقين وغيرهم .

## اقرأ أيضا
- تشريح
- مومياء
- جسم الإنسان